# Binson-et-Orquigny
Binson-et-Orquigny – miejscowość i gmina we Francji, w regionie Grand Est, w departamencie Marna.
Według danych na rok 1990 gminę zamieszkiwało 206 osób, a gęstość zaludnienia wynosiła 61 osób/km².